# Alfredo Aguilar
Alfredo Aguilar (San Estanislao, Paraguay, 18 de julio de 1988) es un futbolista paraguayo.Juega de arquero y su equipo actual es el Sportivo Luqueño de la Primera División de Paraguay.

## Trayectoria

### Club Olimpia
A pedido del entrenador de Olimpia, Daniel Garnero fue contratado para la Temporada 2018.

## Clubes
| Club             | País     | Año                    |
| ---------------- | -------- | ---------------------- |
| Guaraní          | Paraguay | 2007-2017              |
| Olimpia          | Paraguay | 2018-2022              |
| Ceará            | Brasil   | 2023-mayo de 2023      |
| Sportivo Luqueño | Paraguay | Junio de 2023-presente |

## Selección nacional
Ha sido internacional con la selección de fútbol de Paraguay, debutó el 12 de junio del 2018 en un amistoso contra Japón.

### Participaciones en Eliminatorias al Mundial
| Eliminatorias                 | Resultado | Partidos | Goles |
| ----------------------------- | --------- | -------- | ----- |
| Eliminatorias Mundial de 2018 | 7° lugar  | 0        | 0     |

### Participaciones en Copa América
| Copa              | Sede   | Resultado        | Partidos | Goles |
| ----------------- | ------ | ---------------- | -------- | ----- |
| Copa América 2015 | Chile  | Cuarto lugar     | 0        | 0     |
| Copa América 2019 | Brasil | Cuartos de final | 0        | 0     |
| Copa América 2021 | Brasil | Cuartos de final | 0        | 0     |

## Palmarés

### Campeonatos nacionales
| Título             | Club    | País     | Año    |
| ------------------ | ------- | -------- | ------ |
| Primera División   | Guarani | Paraguay | 2010-A |
| Primera División   | Guarani | Paraguay | 2016-C |
| Primera División   | Olimpia | Paraguay | 2018-A |
| Primera División   | Olimpia | Paraguay | 2018-C |
| Primera División   | Olimpia | Paraguay | 2019-A |
| Primera División   | Olimpia | Paraguay | 2019-C |
| Primera División   | Olimpia | Paraguay | 2020-C |
| Copa Paraguay      | Olimpia | Paraguay | 2021   |
| Supercopa Paraguay | Olimpia | Paraguay | 2021   |
| Primera División   | Olimpia | Paraguay | 2022-C |
| Copa do Nordeste   | Ceará   | Brasil   | 2023   |